# Курсел ан Басе
Курсел ан Басе (фр. Courcelles-en-Bassée) насеље је и општина у Француској у региону Париски регион, у департману Сена и Марна која припада префектури Провен.
По подацима из 2011. године у општини је живело 234 становника, а густина насељености је износила 20 становника/km². Општина се простире на површини од 10,47 km². Налази се на средњој надморској висини од 91,5 метара (максималној 136 m, а минималној 47 m).

## Демографија
| 1962. | 1968. | 1975. | 1982. | 1990. | 1999. | 2011. |
| ----- | ----- | ----- | ----- | ----- | ----- | ----- |
| 109   | 105   | 128   | 213   | 202   | 204   | 234   |

График промене броја становника у току последњих година